# تولید قهوه در گواتمالا

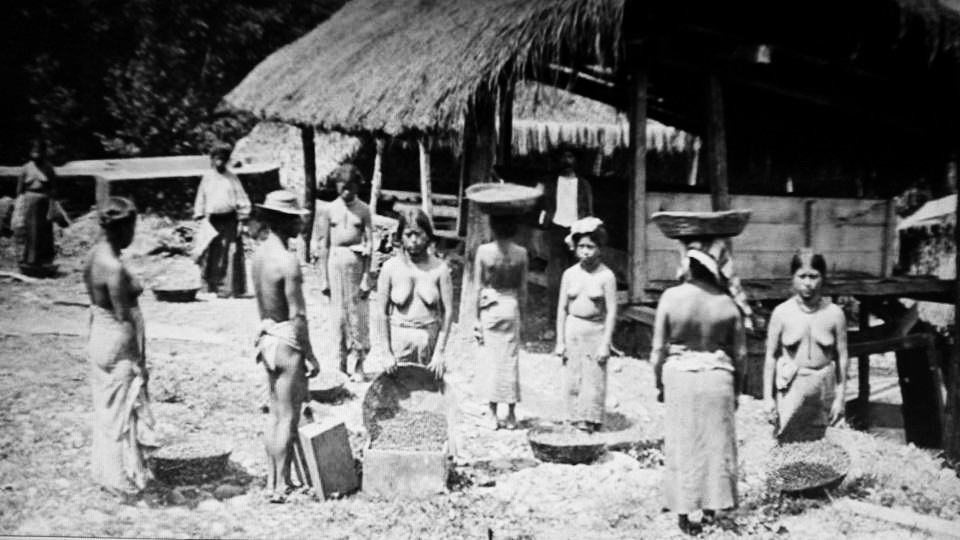
کارگران بومی در مزرعه قهوه، ۱۸۷۵.

سر آغاز تولید قهوه در گواتمالا در دههٔ ۱۸۵۰ رخ داد. تولید قهوه، یکی از ارکان با اهمیت در اقتصاد گواتمالا است.
در مدت زیادی از دوران قرن بیستم و ابتدای قرن بیست و یک، گواتمالا تولید کننده برتر قهوه در آمریکای مرکزی بود، تا اینکه در سال ۲۰۱۱ هندوراس از این کشور پیشی گرفت. صادرات غیرقانونی قهوه به هندوراس و مکزیک، در آمار رسمی منعکس نشده است.